# Войков, Пётр Лазаревич
Пётр Ла́заревич Во́йков (1 [13] августа 1888, Керчь, Российская империя — 7 июня 1927, Варшава, Польская Республика) — русский революционер, советский политический и государственный деятель, член РСДРП с 1903 года (с августа 1917 — большевик), дипломатический работник, в 1927 году убит в Варшаве белоэмигрантом Борисом Ковердой. Входил в число тех, кто в 1918 году принимал решение о расстреле в Екатеринбурге бывшего российского императора Николая II и членов его семьи.

## До Октябрьской революции
Родился 1 (13) августа 1888 года в городе Керчи Керчь-Еникальского градоначальства Феодосийского уезда Таврической губернии в семье мастера металлургического завода (по другим сведениям — преподавателя духовной семинарии или директора гимназии), выходца из украинских крестьян, разночинца Лазаря Петровича Войкова и его жены Александры Филипповны (урождённой Ивановой, 1869—1953).
Дед Войкова происходил из крепостных крестьян Таврической губернии. Отец был отчислен из Санкт-Петербургского горного института за участие в студенческих забастовках, позже учился в Тифлисской учительской семинарии и преподавал математику в керченском ремесленном училище (где служил инспектором его старший брат), а после увольнения — работал в литейном цехе Керченского металлургического завода; мать была выпускницей Кушниковского женского института в Керчи. В семье было четверо детей — сыновья Пётр и Павел, дочери Валентина и Милица. Милица Лазаревна Войкова (1896—1966) впоследствии стала актрисой Центрального детского театра.
Семья жила в доме по Херхеулидзевской улице (в 1927—1959 улица Войкова, ныне улица Айвазовского), № 9; позже перебралась в квартиру за рекой Мелек-Чесме, на месте которой был позднее построен Керченский судоремонтный завод.
Ещё гимназистом на Войкова произвела большое впечатление история о казни народовольца Желябова:

 Однажды он рассказал отцу, что вместе со своим товарищем Колей Кириашем сидит за партой, за которой когда-то учился революционер-народоволец А. И. Желябов.
— Правду говорят, что сам царь приказал казнить его? — спросил Петрусь отца.
Лазарь Петрович приподнял голову, пристально посмотрел на сына, но ничего ему не ответил. Петрусь, не заметив отцовского взгляда, продолжал:
— А ты читал об этом?
Лазарь Петрович чуть заметно кивнул головой.
— И я читал. Смелый был человек. Отец, а письмо Желябова царю ты читал?
И Петрусь, вынув из кармана листок бумаги, развернул его.
Лазарь Петрович начал читать: «Было бы вопиющей несправедливостью сохранить жизнь мне, многократно покушавшемуся на жизнь Александра II и не принявшему физического участия в умерщвлении его лишь по глупой случайности. Я требую приобщения себя к делу 1 марта.»
Ничего не сказав, он свернул листок бумаги и положил его перед собой. Бросив суровый взгляд на сына, Лазарь Петрович спросил:
— Ты где был вчера целый день?
— В гимназии.
— А сегодня?
— В гимназии.
— Сожги. Сейчас же. Доведёшь ты нас, Петрусь, до лиха.

За подпольную деятельность его исключили из шестого класса Керченской Александровской гимназии. Родителям пришлось сменить место жительства и работу. Семья переехала в Кекенеиз, где отец устроился дорожным мастером в имении помещика Алчевского. Благодаря хлопотам матери, Петра приняли в восьмой класс ялтинской Александровской мужской гимназии (ныне в этом здании Институт винограда и вина «Магарач»), но вскоре и оттуда он был исключён. Вместе с Войковым в той же гимназии в 1904—1906 годах учились Николай Харито и Самуил Маршак. Много позже Николай Харито посвятил своему ялтинскому другу Войкову романс «Минувшего не воротить» на стихи Татьяны Строевой.

### Революционная деятельность
В 1903 году Пётр Войков вступил в РСДРП; партийные клички — «Петрусь», «Интеллигент», «Белокурый». В 1904 году Войков был исключён из гимназии.
Старший Войков, к тому времени коллежский асессор, работавший в то время горным мастером на руднике, поспешил увезти семью в Ялту, но это не помогло.
В Ялтинской организации Войков состоял в боевой дружине, был её активным участником.
Войков был одним из пяти организаторов и участников несостоявшегося покушения 20 июля 1906 на полицмейстера М. М. Гвоздевича. Теракт был неудачным, самодельное взрывное устройство взорвалось в 50 шагах от полицейского участка, непосредственные исполнители, Васюков и Рутенко, погибли на месте, М. М. Гвоздевич не пострадал. Войков бежал сначала в Кекенеиз, к отцу, а затем в Севастополь и Петербург. Двое других участников теракта, Дмитрий Нашанбургский и Пётр Корень, имя Войкова не указали, обыск у Войкова и приказ об аресте был отдан в связи с «общим усилением мер против неблагонадежных». Факт участия Войкова был установлен только в 1907 году.
Работая в порту, сдал экстерном экзамены на аттестат зрелости, поступил в Петербургский горный институт, откуда был исключён за революционную деятельность.

#### Покушение на генерала Думбадзе (1907)
Летом 1906 года вступил в боевую дружину РСДРП. Осенью 1906 года, в разгар революционных беспорядков, Ялта была объявлена на положении чрезвычайной охраны. Градоначальник генерал И. А. Думбадзе управлял городом авторитарными методами, «совершенно самостоятельно, „быстро и решительно“, не всегда считаясь с существующими законами и мнением Сената». 26 февраля (12 марта) 1907 года с балкона одной из ялтинских дач на Николаевской улице в коляску проезжавшего мимо Думбадзе бросили бомбу. Взрывной волной Думбадзе выбросило из коляски; он был легко контужен и оцарапан (взрывом ему оторвало козырёк фуражки). Кучер и лошади были ранены. Охрана Думбадзе вбежала в дом, но бомбометатель успел застрелиться. Думбадзе «тут же на месте приказал солдатам сжечь дачу дотла, выгнав предварительно её обитателей, но запретив им выносить какое бы то ни было имущество». По его приказу солдаты также оцепили улицу, воспрепятствовав тушению пожара; был разграблен и соседний дом.
Покушение на Думбадзе было организовано партией социалистов-революционеров (одним из «летучих боевых отрядов»). Информация о том, что за участие в покушении якобы преследовался меньшевик Пётр Войков, историческими документами не подтверждается. В действительности организатором покушения источники называют «одного из боевиков „летучего“ отряда партии эсеров» (по справочнику 1934 года — участником организации покушения) эсера Александра Георгиевича Андреева.

### Эмиграция (1907—1917)

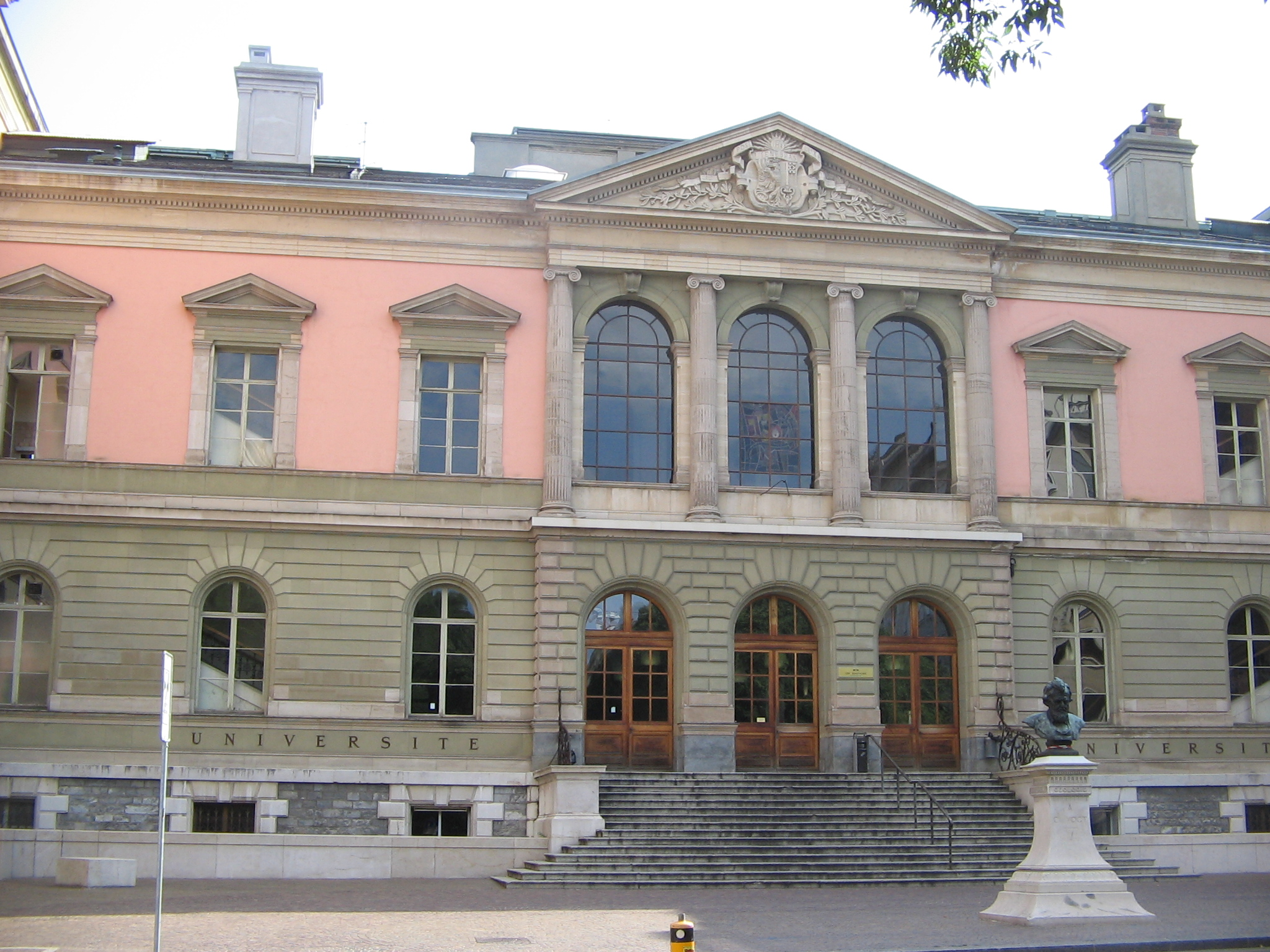
Университет Женевы

В 1907 году Войков эмигрировал в Швейцарию, в Женеву. Изучал математику и химию в Университете Женевы.
В 1909 году его родители покинули Керчь и поселились на Анжеро-Судженских копях, а в 1911 году — на Урале, где отец устроился инженером-бурильщиком на Богословский завод.
Там же, в Женеве, познакомился с Лениным, и хотя большевиком Войков не был (в годы Первой мировой войны оставался меньшевиком-интернационалистом), вместе с большевиками выступал против «оборонцев», был активным участником «1-й Женевской группы содействия» (меньшевиков). С 1914 года публиковался в журнале «Голос минувшего», где помимо публицистических работ («Ужасный памятник налогового обложении (монополия соли во Франции при старом порядке)»; «Одна из загадок истории») выходили его книжные рецензии («Загадка великого века. Железная маска»). В 1914 году женился на Аделаиде Абрамовне Беленкиной, дочери варшавского купца; в том же году родился их сын Павел.
Также учился и в Парижском университете, изучал химию.
После Февральской революции 1917 года бросил жену и вернулся в Россию (но не «в одном пломбированном вагоне вместе с Лениным», как это порой утверждают, а в последующем транспорте в одной группе с Мартовым и Луначарским).

### Снова в России
По возвращении Войкова в Россию меньшевик М. И. Скобелев, возглавлявший Министерство труда Временного правительства, принял своего однопартийца на работу на должность секретаря своего заместителя (с дореволюционных времён в значении «заместитель» употреблялся термин «товарищ»). В августе 1917 года был направлен министерством в Екатеринбург на должность инспектора по охране труда. В Екатеринбурге вступил в РСДРП(б). Член Екатеринбургского совета, Военно-революционного комитета.
После Октябрьской революции Войков вошёл в состав Екатеринбургского военно-революционного комитета. С октября 1917 года — секретарь Уральского областного бюро профсоюзов, с ноября — председатель Екатеринбургской городской думы. В январе — декабре 1918 года — комиссар снабжения Уральского совета, на этом посту руководил реквизициями продовольствия у крестьян.

## Роль Войкова в расстреле царской семьи
По утверждению Анатолия Латышева, Войков якобы был одним из авторов провокации против Николая II, когда охранявшие его семью большевики решили имитировать «монархический заговор» с целью «похищения» царской семьи, во время которого её можно было бы уничтожить.
Согласно воспоминаниям дипломата-перебежчика Беседовского, Войков и его соучастники протыкали штыками раненых юных девушек, дочерей Николая Романова. После расстрела семьи Пётр Войков якобы снял с одного трупа перстень с большим рубином, которым впоследствии любил хвастаться. В документах судебного следствия, проводившегося следователем по особо важным делам при Омском окружном суде Н. А. Соколовым, содержатся два письменных требования Войкова выдать 11 пудов серной кислоты, которая была приобретена в екатеринбургском аптекарском магазине «Русское общество» и в дальнейшем использована для обезображивания и уничтожения трупов. Согласно Мельгунову, П. Л. Войков будто бы заявлял в дамском обществе в Екатеринбурге, «что мир никогда не узнает, что они сделали с царской семьёй».
Изложение расстрела согласуется с другими известными документами и воспоминаниями участников расстрела царской семьи, хотя имя Войкова не фигурирует ни в одном из текстов, описывающих непосредственно расстрел и дальнейшее сокрытие улик. В материалах следствия о гибели царской семьи, которое проводила Генеральная прокуратура Российской Федерации, а также в Постановлении о прекращении уголовного дела № 18/123666-93 «О выяснении обстоятельств гибели членов Российского императорского дома и лиц из их окружения в период 1918—1919 годов» имя Войкова также не фигурирует.
В 2015 году следователь Генеральной прокуратуры РФ Владимир Соловьёв в интервью газете «Совершенно секретно» заявил:

Что касается Петра Войкова, он действительно принимал участие в голосовании за расстрел царской семьи. К нему также совет обратился с просьбой, чтобы он выписал бумагу на серную кислоту. Больше никакого участия самого Войкова в этих событиях не было. Вся остальная беллетристика про то, как он с пистолетом в руках у кого-то снимал кольцо, рубил трупы — это полная чушь.
<…>Таким образом, с юридической точки зрения Войков в убийстве царя участия не принимал. Все обвинения против него основаны на апокрифах, которые распространял перебежчик Беседовский. Особенно трогают подробности в некоторых источниках о том, что лично Войков якобы топором рубил трупы царских дочерей. Бред какой-то: во время исследования останков членов царской семьи никаких следов разруба на телах не обнаружено. И это лишнее подтверждение тому, что вся эта история выдумана Беседовским.

В решении президиума Уралсовета, за которое голосовал Войков, формально говорилось только о расстреле бывшего императора.

## Дальнейшая карьера
В марте 1919 года была создана система потребительской кооперации со следующей структурой: первичное потребительское общество — райсоюз — губсоюз — Центросоюз. Так возникли советский Центросоюз и советская потребительская кооперация — полугосударственные образования, сохранившие лишь некоторые признаки кооперации Центросоюз РФ — История. Тогда же, в марте, 30-летний Войков вошёл в руководство нового Центросоюза, получив назначение на должность заместителя председателя правления.
С октября 1920 года, оставаясь заместителем председателя правления Центросоюза, введён в состав Коллегии Наркомата внешней торговли. В сентябре 1921 года назначен заместителем председателя смешанного государственно-капиталистического треста «Северолес» (трест передан в ведение ВСНХ по окончании НЭПа, в 1929 году).
По убеждению сотрудников ИРИ РАН Курляндского и Лобанова Войков руководил продажей за рубеж сокровищ императорской фамилии, Оружейной палаты и Алмазного фонда, в том числе пасхальных яиц К. Г. Фаберже, по крайне низким ценам. Но не стоит забывать, что данная акция была вызвана острой необходимостью найти средства для восстановления народного хозяйства в разоренной Гражданской войной стране.
Однако яйца Фаберже попали в ведение Гохрана (при Внешторге) только в марте 1922, а проданы только в 1928—1932 гг. через контору «Антиквариат».

### Дипломатический работник
В октябре 1921 года Войков возглавил делегацию РСФСР и УССР, которая должна была согласовать с Польшей выполнение Рижского мирного договора. Согласно пятому пункту Х статьи последнего, Советская Россия должна была возвратить «архивы, библиотеки, предметы искусства, военно-исторические трофеи, древности и т. п. предметы культурного достояния, вывезенные из Польши в Россию со времен разделов Польской республики». По мнению Курляндского и Лобанова, именно Войков передавал полякам русские предметы искусства, архивы, библиотеки и другие материальные ценности.
В августе 1922 года назначен дипломатическим представителем РСФСР в Канаде, но не получил агремана из-за причастности к расстрелу царской семьи и из-за того, что являлся профессиональным революционером — ввиду провозглашённых целей Коминтерна («Коммунистический Интернационал борется … за создание Всемирного Союза Социалистических Советских Республик»). Форин-офис признал Войкова, наряду с подобными личностями, персонами нон грата. Схожая проблема возникла и при назначении Войкова полпредом в Польской Республике, но всё же он получил эту должность в октябре 1924 года, вступил в должность с 8 ноября 1924 года.

## Убийство
7 июня 1927 года Войков был смертельно ранен Борисом Ковердой на железнодорожном вокзале в Варшаве и умер через час. На вопрос, зачем он стрелял, Коверда ответил: «Я отомстил за Россию, за миллионы людей».
«В ответ» на убийство Войкова большевистское правительство бессудно казнило в Москве в ночь с 9 на 10 июня 1927 года 20 представителей знати бывшей Российской империи, которые либо находились к тому моменту в тюрьмах по различным обвинениям, либо были арестованы уже после убийства Войкова.
Войков был торжественно похоронен в некрополе у Кремлёвской стены в Москве.
Убийство Войкова («убийство из-за угла, подобное Варшавскому») упомянуто в «Декларации» митрополита Сергия (Страгородского), где трактуется как «удар, направленный в нас» (то есть в Церковь). Польский суд приговорил Коверду к пожизненному тюремному заключению, заменённому на 15 лет каторги. 15 июня 1937 года, после отбытия части заключения, он был амнистирован и освобождён.

## Современники о Войкове
Английский посол в Варшаве докладывал в Лондон в январе 1925 года:

Он [Войков], естественно, не имеет воображения ни о дипломатическом, ни об общественном этикете и чувствует себя весьма угнетенным, когда замечает естественное желание как своих дипломатических коллег, так и польских чиновников, ограничивать свои разговоры с ним исключительно к пределам, требуемым дипломатической вежливостью.

Григорий Беседовский, работавший с Войковым в варшавском постпредстве, а потом ставший невозвращенцем, характеризует его следующим образом:

Высокого роста, с подчеркнуто выпрямленной фигурой, как у отставного капрала, с неприятными, вечно мутными глазами, с жеманным тоном, а главное, беспокойно-похотливыми взглядами, которые он бросал на всех встречавшихся ему женщин, он производил впечатление провинциального льва. Печать театральности лежала на всей его фигуре. Говорил он всегда искусственным баритоном, с длительными паузами, с пышными эффектными фразами, непременно оглядываясь вокруг, как бы проверяя, произвел ли он должный эффект на слушателей. Глагол «расстрелять» был его любимым словом. Он пускал его в ход кстати и некстати, по любому поводу. О периоде военного коммунизма он вспоминал всегда с глубоким вздохом, говоря о нём как об эпохе, «дававшей простор энергии, решительности, инициативе». 

## Воспоминания Беседовского
Григорий Беседовский, работавший с Войковым в варшавском постпредстве, а впоследствии отказавшийся вернуться в СССР, в эмиграции написал мемуары, в которых выставил своего бывшего начальника в крайне негативном свете, в частности именно он первым обвинил Войкова в непосредственном участии в расстреле царской семьи. Из мемуаров Беседовского взяты утверждения о том, что Войков настоял на расстреле несовершеннолетних младших детей бывшего царя, и даже принимал личное участие в расчленении и уничтожении тел расстреляных. Оттуда же утверждение о том, что Войков похитил драгоценное кольцо с рубином с пальца императрицы. Впоследствии на основе этого утверждения, в российской публицистике развилась теория, что именно Войков руководил продажей на Запад по низким ценам сокровищ императорской фамилии, Оружейной палаты и Алмазного фонда, в частности «яиц Фаберже».
Достоверность воспоминаний Беседовского до сих пор вызывает споры, не в последнюю очередь благодаря эксцентричному поведению самого Беседовского. Так, в частности, он заявлял, что "писал книги для идиотов". По крайней мере так утверждал Рычард Врага - политэмигрант и бывший сотрудник польской разведки, которому Беседовский якобы послал письмо с такими словами. Сам Беседовский отрицал наличие такого письма.

## Кампания против увековечения памяти
К началу 1990-х годов относятся первые попытки переименования станции метро «Войковская» и других объектов, названных в его память. В очередной раз вопрос об уместности связанной с Войковым топонимики был поднят в 2015 году. В развернувшейся дискуссии выявились крайне поляризованные оценки. Например, КПРФ считает, что Войков входит в число «героев Страны Советов» и что его имя необходимо и далее использовать в названиях улиц и других объектов. Для противников такого использования, крайне разнородных по составу, Войков — «самый настоящий террорист и разрушитель государственности». По мнению историка Олега Будницкого, авторы, утверждавшие, что настоящее имя Войкова якобы Пинхус Лазаревич Вайнер, использовали фамилию другого члена Уральского областного Совета Леонида Исааковича Вайнера, погибшего в июле 1918 года.
Согласно данным следствия Генеральной прокуратуры Российской Федерации, Пётр Войков действительно принимал участие в голосовании за расстрел царской семьи, а также выписал бумагу на получение серной кислоты, однако в какой-либо иной форме Войков в указанных событиях не участвовал.

## Память

### Производственные объекты
- На нынешней территории Москвы (по адресу: Ленинградское шоссе, дом 16) находился чугунолитейный завод, в 1927 году получивший имя Петра Войкова.
- Керченский металлургический завод (комбинат) носил имя Войкова с 1927 по 1996 годы.
- В Запорожье находится ЗАО «Запорожский инструментальный завод им. Войкова»[65].
- Имя Войкова носят
  - одна из шахт в Свердловской области (Россия);
  - одна из шахт в Свердловске (Луганская область, Украина).
- В Херсоне имя Войкова носила кондитерская фабрика.

### Топонимы

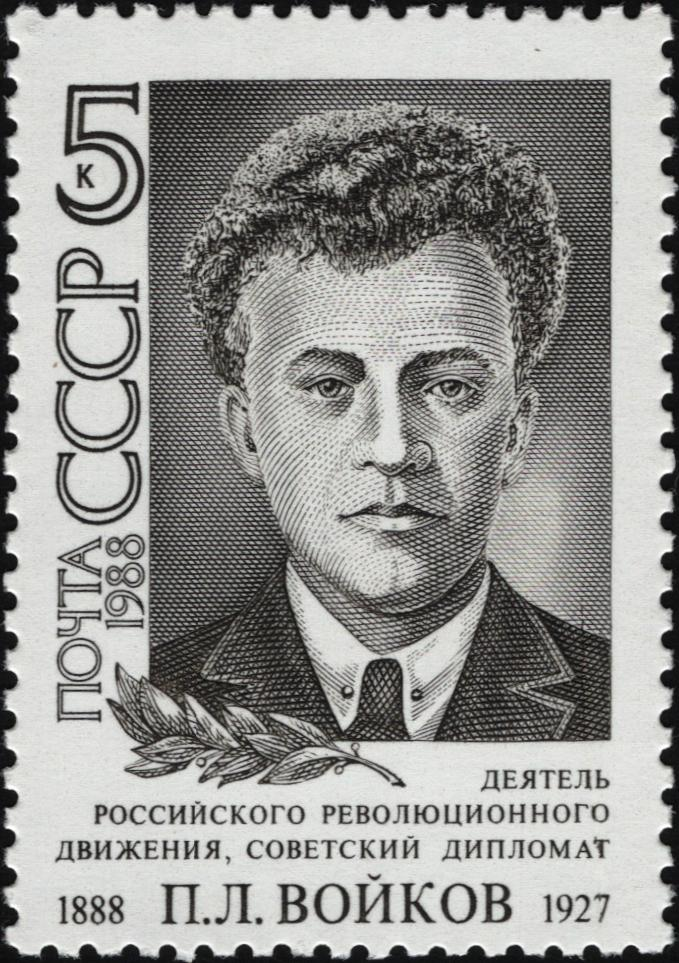
Марка СССР, 1988 год

По данным фонда «Возвращение», по состоянию на 2011 год в России имелась как минимум 131 улица, носящая имя Войкова.
Их число на время сократилось: переименование улицы, названной в честь Войкова, произошло в подмосковном Дедовске, но в августе 2016 года на встрече сторонников и противников переименования с главой Истринского района открытое голосование среди присутствующих установило перевес приверженцев привычного советского названия, хотя «храм Георгия Победоносца и прилегающая к нему территория может сохранить название Георгиевская площадь».
Кроме того, улицы Войкова имеются в Белоруссии и Казахстане. Улицы Войкова имелись на Украине, однако исчезли в процессе декоммунизации.
Его имя носит одна из станций Замоскворецкой линии Московского метрополитена — Войковская.
Во Владимирской области на железной дороге между Вязниками и Гороховцом есть о.п. имени Войкова
- Осенью 1941 года в районе Симферополя сражался бронепоезд «Войковец».
- Эскадренный миноносец «Войков». Заложен под названием «Лейтенант Ильин» 1 июня 1913 года в Санкт-Петербурге, спущен 28 ноября 1915 года, вступил в строй 13 декабря 1916 года. 14 августа 1928 года переименован в «Войков». 26 февраля 1953 года переформирован в плавучую казарму «ПКЗ-52», а 30 мая 1956 года исключен из списков ВМФ.
- Сторожевой корабль «Войков». Бывший колесный буксирный пароход. Построен в 1883 году, до 2 июля 1916 года «Тесть», в 1927 году переименован в «Войков». 20 августа 1942 года корабль при прорыве из Темрюка в Тамань в 4 ч 55 мин сел на мель в районе мыса Такиль и был расстрелян германской полевой артиллерией.
- Сторожевой корабль тип «Войков» — 6 единиц.
- Грузопассажирский пароход «Войков».